# Acanthiza reguloides
Az Acanthiza reguloides a madarak osztályának verébalakúak (Passeriformes) rendjébe, az ausztrálposzáta-félék (Acanthizidae) családjába tartozó  faj.

## Rendszerezése
A fajt Nicholas Aylward Vigors és Thomas Horsfield írták le 1827-ben.

## Alfajai
- Acanthiza reguloides australis (North, 1904)
- Acanthiza reguloides nesa (Mathews, 1920)
- Acanthiza reguloides reguloides Vigors & Horsfield, 1827
- Acanthiza reguloides squamata De Vis, 1889[2]

## Előfordulása
Ausztrália keleti részén honos. Természetes élőhelyei a szubtrópusi és trópusi síkvidéki esőerdők és mérsékelt övi erdők, valamint száraz szavannák. Állandó, nem vonuló faj.

## Megjelenése
Testhossza 9,5-11 centiméter, testtömege 8 gramm.
|  |

## Életmódja
Ízeltlábúakkal táplálkozik, de fogyaszt magvakat és nektárt is.

## Természetvédelmi helyzete
Az elterjedési területe rendkívül nagy, egyedszáma viszont csökken, de még nem éri el a kritikus szintet. A Természetvédelmi Világszövetség Vörös listáján nem fenyegetett fajként szerepel.